# لیلو و استیچ (فیلم ۲۰۲۵)
لیلو و استیچ (به انگلیسی: Lilo & Stitch) یک فیلم کمدی علمی تخیلی آمریکایی محصول ۲۰۲۵ به کارگردانی دین فلیشر کمپ و نویسندگی کریس ککانیوکالانی برایت و مایک ون وایس است. این فیلم که توسط والت دیزنی پیکچرز و ریدبلک تولید شده است، یک بازسازی لایو اکشن از انیمیشن لیلو و استیچ محصول ۲۰۰۲ از کمپانی دیزنی است.
لیلو و استیچ توسط استودیو سینمایی والت دیزنی در ۲۳ مه ۲۰۲۵ در ایالات متحده اکران شد. این فیلم با استقبال مثبت منتقدان روبرو شده و با فروش بیش از ۹۷۴ میلیون دلاری، به دومین فیلم پرفروش ۲۰۲۵ تبدیل شده است.

## داستان
این فیلم داستان پیوندی که بین یک دختر انسان تنها به نام لیلو و یک بیگانه سگ مانند به نام استیچ شکل گرفته است، را روایت می‌کند.

## ساخت
فیلمبرداری در ۱ می ۲۰۲۳ آغاز شد، زمانی که بخشی از بزرگراه کالاانیانائول برای تولید فیلم بسته شد. فیلمبرداری در ژوئیه به دلیل اعتصاب انجمن نویسندگان آمریکا در سال ۲۰۲۳ متوقف شد. در نهایت در فوریه ۲۰۲۴ از سر گرفته شد و سرانجام در اوایل مارس همان سال به پایان رسید.

## انتشار
در نوامبر ۲۰۲۰، گزارش شد دیزنی تعیین نکرده است که این فیلم در سینماها یا از طریق دیزنی پلاس اکران شود. در نوامبر ۲۰۲۲، از طریق یک تماس بازیگری تأیید شد که فیلم قرار است برای پخش مستقیم دیزنی پلاس تولید شود. در آگوست ۲۰۲۴، فیلم به اکران سینمایی تابستان ۲۰۲۵ منتقل شد. در اکتبر، تاریخ اکران این فیلم ۲۳ مه ۲۰۲۵ بود.

## بازخوردها
- این فیلم نقدهای مثبت تا منفی دریافت کرد.
- در وب‌سایت جمع‌آوری نقدها، راتن تومیتوز، ۷۲٪ تائیدیه براساس رای ۱۹۳ نقد منتقدان مثبت است.
- در متاکریتیک که از میانگین وزنی استفاده می‌کند، بر اساس نظر ۳۸ منتقد، امتیاز ۵۳ از ۱۰۰ را به این فیلم اختصاص داد که نشان‌دهنده نقدهای "مختلط یا متوسط" است.
- مخاطبان شرکت‌کننده در نظرسنجی سینماسکور به فیلم نمره متوسط "A" در مقیاس A+ تا F دادند، در حالی که مخاطبان شرکت‌کننده در نظرسنجی پست‌ترک به آن ۹۰٪ امتیاز مثبت کلی دادند و ۸۱٪ گفتند که قطعاً دیدن این فیلم را توصیه می‌کنند.
- چندین تغییر ایجاد شده در نسخه بازسازی شده مورد انتقاد قرار گرفت، از جمله حذف لباس‌های مبدل پلیکلی، گانتو، تبدیل جومبا به شخصیت منفی اصلی و تصمیم مبنی بر واگذاری حضانت لیلو توسط نانی.
- تا تاریخ ۶ ژوئن ۲۰۲۵، (۱۶ خرداد ۱۴۰۴) این فیلم در ایالات متحده و کانادا ۳۱۲ میلیون دلار و در سایر مناطق ۳۳۵ میلیون دلار فروش داشته است که در مجموع به ۶۴۷ میلیون دلار در سراسر جهان می‌رسد.

## آینده
در مصاحبه‌ای پیش از انتشار فیلم، کارگردان دین فلایشر کمپ و تهیه‌کننده جاناتان اریک اظهار داشتند که در حال حاضر تمرکز آن‌ها بر روی انتشار این فیلم است و هنوز برنامه مشخصی برای دنباله آن ندارند. کمپ با تأیید نظر اریک گفت که مسیر آینده این مجموعه به واکنش مخاطبان بستگی دارد و دنیای گسترده این فرنچایز می‌تواند منبع الهام بالقوه‌ای باشد. اریک همچنین به برخی از ایستر اگ‌های موجود در فیلم اشاره کرد که به شخصیت‌های آنجل، روبن و ۶۲۷ اشاره دارند.